# Fujiwara no Tadahira
Fujiwara no Tadahira (japanski 藤原忠平, ふじわら の ただひら, 4. godina Gangyōa /  880. – 14. dan 8. mjesec 3. godina Tenryakua / 14. rujna 949.) je bio japanski dvorjanin, plemić (kuge), državnik i političar, pripadnik klana Fujiware. Živio je u razdoblju Heianu. . Vrela ga također spominju pod imenima Teishin-Kō (貞信公), Ko-ichijō Dono (小一条殿) i Ko-ichijō daijō-daijin. Otac mu je bio regent Fujiwara no Mototsune. 
Imao je braću, starijeg Tokihiru i Nakahiru. Tadahirin nećak bio je car Murakami.
Nakon smrti brata Tadahire 909. godine preuzeo je vodstvo Hokkea, ogranka klana Fujiware.
Obnašao je dužnost regent za vrijeme cara Suzakua.
Dok je Tadahira bolovao, dužnost daijoa daijina obnašao je Fujiwara no Saneyori zajedno s bratom Morosukeom.
Pripisuju mu se zakonodavne zasluge. Pripisuje mu se da je napisao i objavio zakonik Engishiki. Zaslužnim je za razvitak zakonika Sandai-kyaku-shikija ("Pravila i smjernice za tri generacije").